# Torneio das Nações de Futebol Feminino de 2017
O Torneio das Nações de 2017 foi a primeira edição desta competição, um torneio internacional de futebol feminino, 
consistindo em uma série de jogos amistosos. Realizou-se nos Estados Unidos, de 27 de julho a 3 de agosto de 2017, e contou com quatro equipes.

## Formato
O torneio contou com as equipes nacionais da Austrália, Brasil, Japão e os anfitriões, os Estados Unidos, competindo em um formato pontos corridos, com cada time jogando contra todos os outros uma vez. Três pontos são ganhos por uma vitória, um por empate e nenhum por derrota. Ranking atual da FIFA é importante, pois é um dos critérios de desempate.
| Equipe         | Ranking da FIFA em Junho de 2017 | Melhor campanha em Copas do Mundos   | Melhor campanha em Olímpiadas    |
| -------------- | -------------------------------- | ------------------------------------ | -------------------------------- |
| Austrália      | 7                                | Quartas-de-finais (2007, 2011, 2015) | Quartas-de-finais (2004, 2016)   |
| Brasil         | 8                                | Vice-campeão (2007)                  | Vice-campeão (2004, 2008)        |
| Estados Unidos | 1                                | Campeão (1991, 1999, 2015)           | Campeão (1996, 2004, 2008, 2012) |
| Japão          | 6                                | Campeão (2011)                       | Vice-campeão (2012)              |

## Locais de disputa
| Seattle            | San Diego          | Carson             |
| ------------------ | ------------------ | ------------------ |
| CenturyLink Field  | Qualcomm Stadium   | StubHub Center     |
| Capacidade: 38.300 | Capacidade: 54.000 | Capacidade: 30.510 |
|                    |                    |                    |

## Partidas
| Pos | Equipe         | Pts | J | V | E | D | GP | GC | SG |
| --- | -------------- | --- | - | - | - | - | -- | -- | -- |
| 1   | Austrália      | 9   | 3 | 3 | 0 | 0 | 11 | 3  | +8 |
| 2   | Estados Unidos | 6   | 3 | 2 | 0 | 1 | 7  | 4  | +3 |
| 3   | Japão          | 1   | 3 | 0 | 1 | 2 | 3  | 8  | -5 |
| 4   | Brasil         | 1   | 3 | 0 | 1 | 2 | 5  | 11 | -6 |

Todos os horários são locais (UTC-7).
| 27 de Julho | Brasil     | 1–1       | Japão      | CenturyLink Field, Seattle, Washington |
| 16h15       | Camila 87' | Relatório | Momiki 63' | Público: 9,725 Árbitro: Karen Abt      |

| 27 de Julho | Estados Unidos | 0–1       | Austrália | CenturyLink Field, Seattle, Washington         |
| 19h00       |                | Relatório | Butt 67'  | Público: 15,748 Árbitro: Marie-Soleil Beaudoin |

| 30 de Julho | Japão                    | 2–4       | Austrália                                  | Estádio Qualcomm, San Diego, Califórnia |
| 14h15       | Tanaka 5' · Momiki 90+2' | Relatório | Kerr 10', 14', 43' · Van Egmond 62' (pen.) | Público: 9,597 Árbitro: Katja Koroleva  |

| 30 de Julho | Estados Unidos                                                    | 4–3       | Brasil                       | Estádio Qualcomm, San Diego, Califórnia |
| 17h00       | Sam Mewis 15' · Christen Press 80' · Rapinoe 85' · Julie Ertz 89' | Relatório | Andressa 2', 78' · Bruna 63' | Público: 21,096 Árbitro: Melissa Borjas |

## Premiação
| Torneio das Nações de 2017    |
| Austrália                     |
| ----------------------------- |
| Austrália Campeão (1° título) |

## Artilheiras
| Gols | Jogadora         | Equipe         |
| ---- | ---------------- | -------------- |
| 4    | Samantha Kerr    | Austrália      |
| 2    | Lisa De Vanna    | Austrália      |
| 2    | Caitlin Foord    | Austrália      |
| 2    | Andressa         | Brasil         |
| 2    | Camila           | Brasil         |
| 2    | Yuka Momiki      | Japão          |
| 2    | Megan Rapinoe    | Estados Unidos |
| 1    | Tameka Butt      | Austrália      |
| 1    | Emily van Edmond | Austrália      |
| 1    | Katrina Gorry    | Austrália      |
| 1    | Bruna Benites    | Brasil         |
| 1    | Mina Tanaka      | Japão          |
| 1    | Julie Ertz       | Estados Unidos |
| 1    | Sam Mewis        | Estados Unidos |
| 1    | Alex Morgan      | Estados Unidos |
| 1    | Christen Press   | Estados Unidos |
| 1    | Mallory Pugh     | Estados Unidos |